# Trafiksäkerhet
Trafiksäkerhet kallas de åtgärder som görs för en säkrare trafik. Sedan 1997 bedrivs arbetet för att öka trafiksäkerheten i Sverige i enlighet med Nollvisionen. 

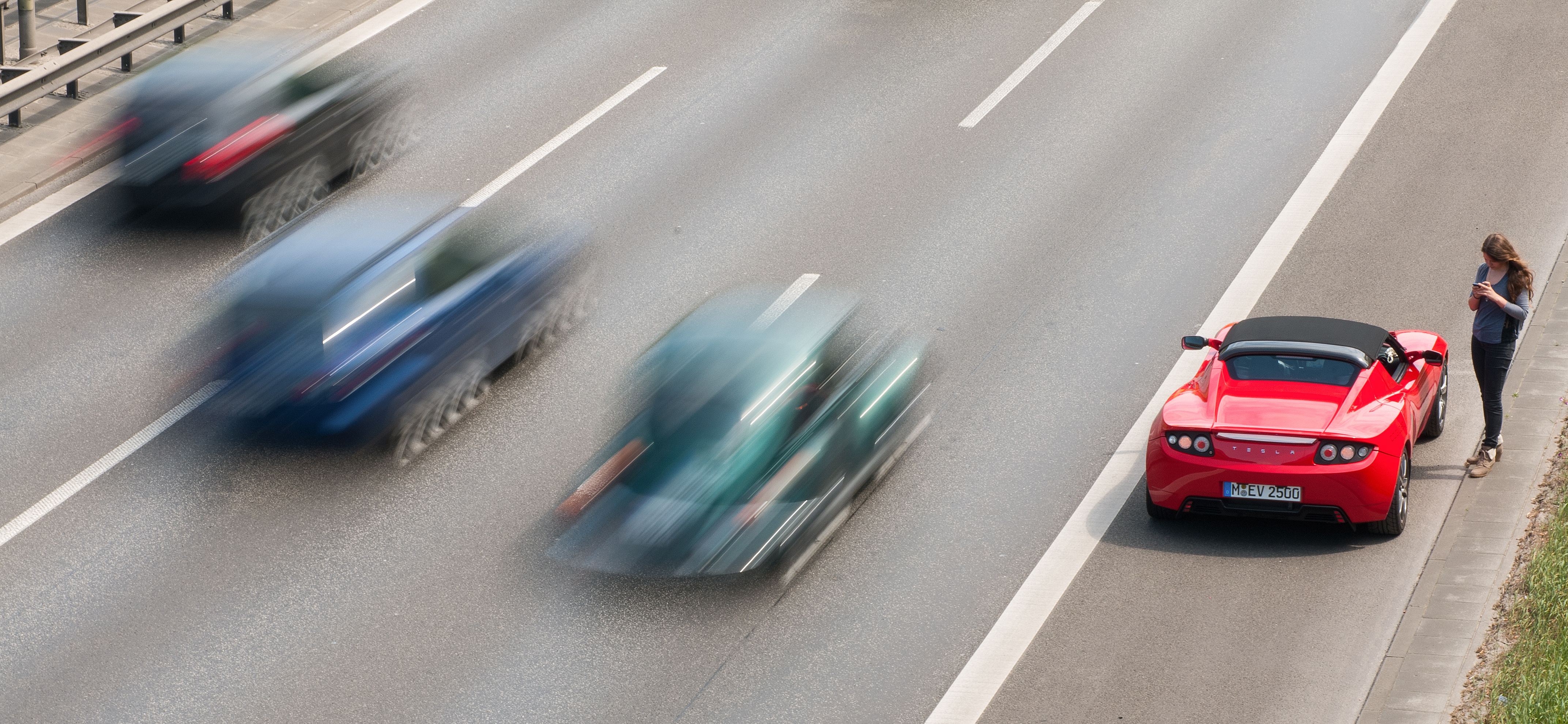
Stillastående bil på en motorväg i Tyskland

## Ansvar
Transportstyrelsen ansvarar i ett trafikslagsövergripande perspektiv för samordning av det statliga trafiksäkerhetsarbetet, samt har särskilt ansvar för krav på infrastruktur.
Trafikverket ansvarar för byggande och drift av statliga vägar och ska därtill inhämta och sprida kunskap och information om trafiksäkerhet.
Bestämmelser om Trafikverkets och andra väghållares skyldigheter i fråga om vägars säkerhet regleras genom Vägsäkerhetslagen (SFS 2010:1362).

## Val av färdmedel
Valet av färdmedel är bland de viktigaste sätten att påverka trafiksäkerheten. Att åka buss är cirka tio gånger säkrare än att åka bil, räknat som dödsrisk per personkilometer . Tåg är ännu säkrare, 55 gånger säkrare än bil enligt tysk statistik. Gång och cykling medför bägge en dödsrisk som är cirka 4-7 gånger så hög jämfört med att åka bil, medan motorcykel och moped är cirka 30 gånger farligare än åka bil, allt räknat per personkilometer .
De stora skillnaderna i färdhastighet och färdtid gör dock att dödsrisken per tidsenhet är någorlunda lika mellan gående, cykel och bil , medan mc och moped är farligare. Sammantaget är dödsrisken per timme cirka 7,5 gånger större i vägtrafiken än i de miljöer vi tillbringar resten av vår vakna tid.

## Allmänt
Trafiksäkerheten beror av en mängd faktorer i samspelet mellan väg, fordon och människa. Några av de viktigaste riskfaktorerna är ouppmärksamhet, för hög hastighet, slarv med bilbälte, droger, trötthet låg ålder samt liten körvana. Cirka 5 % av alla dödsfall i trafiken är konstaterade självmord .
Av Vägverkets sju väghållningsregioner, har den glest befolkade Region Mitt (södra Norrland) högst olycksrisk sett till såväl antal invånare som till antal registrerade fordon. Där finns exempel på tämligen lågtrafikerade vägavsnitt om endast ett par hundra meter, där dussintals olyckor inträffar varje år. Störst olycksutfall har dock de mest trafikerade vägarna. Ett skäl till detta är att utfallet i princip är en produkt av antal fordon och olycksrisk, och skillnaden i trafikmängd typiskt är större än skillnaden i olycksrisk mellan olika vägar. Ett annat skäl är att olycksrisken i viss mån ökar med ökande trafikmängd; det finns fler att krocka med, och så vidare
För biltrafik är olyckskvoten, det vill säga antalet olyckor normerat till det antal bilar som trafikerar vägen, grovt sett dubbelt så hög vintertid som sommartid. Denna skillnad i olycksrisk beror bland annat på lägre friktion vid många vinterväglag samt mörker. Kvinnliga förare uppvisar lägre olycksrisk än män, men uppvisar större ökning i risk mellan sommar och vinterväglag .

## Visioner
Sveriges Riksdag har beslutat att det svenska trafiksäkerhetsarbetet ska utgå från Nollvisionen, vilken innebär att ingen ska behöva dö eller bli svårt skadad i trafiken bara på grund av att någon gjort ett litet misstag.
Det finns förespråkare som menar att Nollvisionen är helt orealistisk, eftersom den innebär att vi skulle acceptera större risker i till exempel vårt eget hem än ute i trafiken och därmed alltid kommer att framstå som utopisk. Från University College London har lanserats en alternativ trafiksäkerhetsvision, vilken innebär att dödsrisken per timme i vägtrafiken ska minskas till samma dödsrisk som råder i våra övriga vardagsaktiviteter. För att komma ens halvvägs mot denna mer konservativt utformade vision, måste trafikdöden halveras två gånger om från 2010 års nivå.

## Vägens inverkan
Den överlägset säkraste vägtypen är motorvägen, trots att hastigheter och trafikflöde där är mycket högre än på vanliga vägar.

### Typsektion
Vägens typsektion har fundamental betydelse för trafiksäkerheten. Bred yttre vägren skapar marginal för att återta kontroll vid olyckstillbud, samt ger utrymme att vid nödstopp trafiksäkert ställa upp fordon. Breda körfält minskar konflikterna mellan fordon. Förekomst av en inre vägren mot mittremsa på mötesfri väg skapar marginal för att återta kontroll vid olyckstillbud. Bred mittremsa är en förutsättning för att ge arbetsbredd till mitträcke, så att det vid påkörning inte är vare sig farligt stumt eller ger sådan utböjning att påkörande fordon hamnar i mötande körfält.

### Linjeföring

#### Horisontalkurvor
Olycksrisken är avsevärt högre i kurvor än på raksträckor. En studie i Queensland har visat att kurvor ökar dödsrisken till 2,5 ggr risken på raksträckor.

### Vägytans egenskaper

#### Vägojämnheter
Många menar att det är bra med ojämna vägar, för då kör folk sakta så det blir färre och lindrigare olyckor [källa behövs]. Sanningen är dock att risken för singelolycka (exklusive i korsningar) är cirka 50 % högre på ojämna vägar (ojämnhetsindex IRI över 3 mm/m) än vid jämna vägar (IRI under 0,9 mm/m) . Riskökningen kopplad till ökad vägojämnhet är störst för svåra olyckor. Ett exempel på bakomliggande orsak är att det är viktigt att fordonets däck har ett högt och jämnt kontakttryck och åtföljande grepp mot vägytan; jämför effekten av slitna stötdämpare, vilket underkänns vid bilprovningen. Ojämn väg leder alltså till lägre effektivt kontakttryck, samt mer varierande tryck. Andra orsaker till att ojämnheter ger sämre säkerhet är försvårad vinterväghållning, sämre avrinning, Bump-steer respektive Weight transfer-fenomen som påverkar fordonets kursstabilitet (se fordonsdynamik samt fjädringssystem), samt nedsatt prestationsförmåga hos föraren till följd av helkroppsvibration. Vägojämnheter är särskilt farliga i kombination med halt väglag, så som vid underkylt regn. Jämte komfort, buller och annat är säkerhet därför ett viktigt skäl att laga trasiga vägar.

#### Vägytan lutar fel i många kurvor

##### Dålig snedlutning hindrar vatten att rinna av
De flesta singelolyckor med dödlig utgång inträffar i ytterkurvor, medan endast ett fåtal sker i innerkurvor. Cirka 30 % sker på raksträcka. Ytterkurvor tar årligen 50 liv fler än innerkurvor och är därmed extremt farliga. Skillnaden i risk mellan ytter- och innerkurvor ökar på vägar med lägre trafikmängd. Detta talar för att den högre risken i ytterkurvor i hög grad beror på dessa kurvors vägegenskaper. En för ytterkurvor unik vägegenskap är att in- respektive utgång av dessa kurvor systematiskt har låg snedlutning; detta gäller även på många helt nybyggda vägar med dålig utformning. Låg snedlutning innebär stor risk för vattenplaning. 

##### Feldosering
En annan risk med ytterkurvor på gamla vägar, är att de ofta har för litet tvärfall i form av uppbankad skevning, s.k. "feldoserade" kurvor. I England finns ett särskilt vägmärke som varnar för feldoserad kurva.

#### Blank vägyta - låg textur
Risken för vattenplaning är också hög på vägavsnitt med låg makrotextur. Även spårdjup kan bidra till vattenplaning, men den effekten brukar vara liten om tvärfallet är tillräckligt.
I Centraleuropa kan vägbeläggningens textur ofta poleras till en glatt yta som kan få extremt låg friktion, i synnerhet vid vått väglag. Därför är vägytans textur en viktig säkerhetsfråga där. I Sverige har polering inte varit ett utbrett problem, eftersom våra dubbdäck ruggar upp texturen. Vi har däremot ofta problem med olika textur - och därmed olika väggrepp - mellan höger och vänster hjulspår. Sådan "Split friction" kan orsaka stabilitetsrelaterade olyckor, framförallt vid bromsning från hög fart. En vanlig orsak till split friction är att trasiga vägar lappats "fläckvis". Eftersom skillnaden i väggrepp mellan de båda hjulspåren inte märks förrän vid hård (nöd-)bromsning, märker många bilister inte att vägen är farlig. Stabilitetsrelaterade trafikolyckor kan därför ha sin rot i klent byggda och otillräckligt underhållna vägar.
Nyasfalterade, oslitna vägar har ofta halare yta än sliten asfalt. Vid hård (nöd-)bromsning med en bil utan låsningsfria bromsar, har termografisk filmning av infraröd strålning med värmekamera visat att temperaturen mellan däck och väg kan överstiga 150 grader C. På en nylagd asfalt där det svarta bitumenbaserade bindemedlet ännu täcker stenarnas överyta, kan bindemedlet då tillfälligt smälta till i det närmaste "symaskinsolja". I vissa länder (till exempel Holland och på Island) används skyltar som varnar om hal vägbana till dess den nya vägytans bindemedelshinna nötts bort. Vägarbeten är dessutom en olycksrisk i sig, framförallt för trafikanterna men även för de vägarbetare som ska arbeta på vägen. Omasfaltering bör därför inte ske förrän den verkligen behövs, samt då utföras med mycket hög kvalitet så att ytan sedan orörd fungerar bra i tiotals år framöver.

### Cykelvägar
De flesta cykelolyckor kan relateras till dåligt skötta vägbanor (snö, slask, löv, lösgrus och så vidare), medan de flesta av de svåraste cykelolyckorna kan relateras till guppiga, spruckna, felaktigt lutande och på andra sätt defekta vägbanor. Ökad användning av dagens typ av cykelhjälmar skulle i många fall inte ha förhindrat svåra skadeföljder, så som på underkäke. Ett effektivt sätt att minska det totala antalet cykelolyckor är att ploga, halkbekämpa och sopa mer. Ett effektivt sätt att minska antalet svåra cykelolyckor är att laga trasiga cykelvägbanor och säkerställa rätt tvärfall på dem. Ett utbyggt cykelvägnät skulle i många fall minska risken för krock med motorfordon.

### Mötesseparerade vägar
En barriär (mitträcke) mellan mötande körfält minskar risken för de allra svåraste bilolyckorna. Om barriären byggs i en mycket smal mittremsa, kan den leda till kraftigt ökat antal olyckor med egendomsskada (bilen måste som regel skrotas). I Storbritannien, Österrike, Norge och Nederländerna är det inte tillåtet att sätta upp barriärer av stålvajer, då dessa anses medföra avsevärt högre risk för motorcyklister än andra barriärtyper.
Det är av yttersta vikt att barriärens ändar förankras rejält (så barriären inte slits loss vid påkörning) samt att ändarna utformas så att de inte blir farliga att köra på. Ett avslut som ofta är farligt är den enkla ändkroken, vilken lätt klyver en bil. Den vanligaste typen av avslutning är det nedbockade avslutet, vilket fungerar som en mycket farlig hoppramp för påkörande bilar. Barriärer kan avslutas mer trafiksäkert genom att förses med en tryckfördelande och eftergivlig platta, "krockkudde" , eller genom att barriärens ände bockas ut i sidled från vägkanten.
Ett vägräcke som ska stoppa tunga fordon måste ha extremt hög kapacitet. I Sverige vanligt förekommande vajerräcken och stålbalkräcken har dålig kapacitet att stoppa tunga fordon som kör in i barriären med tvär vinkel. Ett exempel på detta är att tunga lastbilar visats kunna frontalkrocka på vägar med mitträcke av vajertyp .

### Korsningstyper
Genom att ersätta vanliga korsningar med rondeller minskar risken för svåra olyckor. Detta beror på att fordonen inte kör mot varandra, utan håller mer likartad riktning. En nackdel med rondeller är att antalet lindriga krockar kan öka, jämfört med vanliga korsningar.

## Fordon
Det sker stora förbättringar av vägfordons säkerhet. Exempelvis minskar bilförares/passagerares risk att dö eller invalidiseras med 1–2 % per år [källa behövs], med rådande takter inom teknisk utveckling respektive nybilsköpande. Detta betyder att på tio år har risken minskat med minst 15 %.

### Riskminskning tack vare tekniska skydd
Så här mycket minskar skaderisken vid en kollision tack vare olika skyddssystem, ungefärlig storleksordning, enligt Folksam:
- Trepunktsbälte:       > 50 %
- Sidokrockskydd:       45 %
- Whiplashskydd:    40 %
- Antisladdsystem:      < 40 %
- Förarairbag:          20-30 %
- Låsningsfria bromsar: 10 %
- Passagerarairbag:     5-10 %
- Bältessträckare:      5-10 %
- Huvudstöd:            5-10 %

### Dubbdäck klart säkrare på hal vinterväg
Dubbdäck minskar risk för en dödlig olycka på hala svenska vintervägar med 42 %, jämfört med odubbade vinterdäck. Detta har framkommit av dels djupstudier av dödsolyckor 2000–2009 och dels studier av polisrapporterade personskadeolyckor med personbilar under vintersäsongerna 2003–2010. Om man avser att använda bilen i halt väglag, och bilen saknar ESP antisladdsystem, anser Trafikverket att det är klart olämpligt att använda odubbade vinterdäck.

### Antisladdsystem
Antisladdsystem är ett lysande exempel på ny teknik som radikalt förbättrat säkerheten. Idag är nästan alla nya bilar som säljs i Sverige utrustade med antisladdsystem. Med rätt utbildade förare kan även låsningsfria bromsar ge ökad säkerhet. Andra exempel är krockkuddar, bältesvarnare och bältessträckare. Felinställda bromsar och hårt slitna stötdämpare är exempel på risker knutna till fordon.

### Låsningsfria bromsar
Låsningsfria bromsar, ABS är ett annat exempel på ny teknik, vars införande inte lika uppenbart resulterat i minskat olycksutfall bland bilar. En anledning är ökad bromssträcka på hala underlag, så som lösgrus, snö och is. En annan anledning är bristande utbildning av bilförare. Särskilt uppenbart är detta bland köpare av bilar som utrustats med de första ABS-bromsarna. Vid hård bromsning kunde dessa ge ett otrevligt och bullrigt pumpande i bromspedalen, vilket skrämde ovana/outbildade förare att sluta bromsa. Dagens ABS-bromsar har utrustats med så kallat bromskraftförstärkare för att möta detta problem. ABS på motorcykel har visats ge stor minskning av olycksrisk.

### Distraherande elektronisk utrustning
Uppmärksamhetsstjälande elektroniska "leksaker", som dåligt utformade färddatorer, navigationssystem, samtal i mobiltelefon och så vidare är exempel på risker knutna till samspel mellan fordon och förare. Samtidigt bidrar till exempel navigationssystem till att minska olyckorna, genom att hjälpa föraren hitta kortaste vägen (olycksrisken är direkt proportionell mot körsträckan). Samtal med medpassagerare kan också vara lika distraherande som samtal i mobiltelefon.

### Tunga fordon sällan vållande, men ger svåra konsekvenser vid krock
Tunga fordon är kraftigt överrepresenterade i olycksstatistik. De är samtidigt underrepresenterade såsom vållande . Detta beror bland annat på att chaufförer i tunga fordon till följd av bland annat komplex körutbildning (C och D körkortsbehörighet), regelbunden läkarkontroll, samt större körvana, är bättre förare än de flesta bilförare (jämför till exempel med att lekmän som själva kaklar badrum orsakar fler vattenskador än certifierade plattsättare), samt att det är förödande att köra in i en tung lastbil eller buss.

## Trafikant

### Mänskliga fel
Felaktigt handlande ligger helt eller delvis bakom 9 av 10 olyckor . Eftersom det inte är rimligt att tro att människor ska sluta begå fel, måste vägtransportsystemet utformas så att det förlåter åtminstone måttligt svåra felhandlingar, utan att trafikanterna riskerar svåra skador.
Varför begår människor så allvarliga fel att man i många fall själv skadas eller omkommer? Vissa hävdar en enkel förklaring: Det är ofta snarare situationen, än människans respons på den, som är orsak till den olämpliga handlingen.
Drogpåverkan, ouppmärksamhet, trötthet, insomning och stress anses av många vara några av de främsta orsakerna till mänskliga felhandlingar.

#### Alkohol och andra droger
Ofta diskuteras åtgärder mot alkohol, såsom alkolås. Alkolås är dock inte effektiva mot droger som narkotika och mediciner. Cirka 20 % av de rattfyllerister som polisen griper, brukar vara påverkade av andra droger än alkohol.

#### Ouppmärksamhet och trötthet
Trötthet kan vara väl så farligt som drogpåverkan; en förare som somnat gör inte ens ett försök att väja för hinder eller att bromsa ned farten. En typ av trötthet är förarutmattning, vilket kan vara en följd av långvarig hög stress så som körning på guppiga/stötiga vägar. En annan typ av trötthet är dåsighet, såsom att man är trött redan före körningen beroende på till exempel dålig nattsömn eller av mjukt gungande körning (jämför med effekten av farfars gungstol samt lillens vaggsäng) på vägar med tiotals meter långvågiga vägojämnheter. En troligen underskattad olycksorsak kan vara monotoni som lätt kan uppstå då man kör på raka vägar med laglig fart [källa behövs]. Då kanske man rotar i handskfacket, ringer ett samtal, med mera.

#### Stress och mentala försvarsmekanismer
En särskilt farlig grupp trafikanter är de som har en överutvecklad mental försvarsmekanism. Denna typ av mekanism kan leda till att en fordonsförares hjärna blockerar vissa mycket skrämmande/stressande intryck. I mycket svåra fall kan en hög grad av neurotisering/försvarsmekanism leda till att föraren aktivt styr direkt mot hindret. Flygvapnet har gjort forskning på hur detta kan hanteras.

### Bilbältesanvändning
För de som inte använt bilbälte, är skadeutfallet vid olycka dramatiskt mycket allvarligare än i gruppen med bältet påtaget.

### Utländsk bakgrund
Bilförare med utländsk bakgrund har visats ha högre olycksfrekvens än förare med svensk bakgrund; 15 % av olyckorna men bara 9 % av körkorten under 1998 . En anledning kan vara ovana vid körning på isiga vägbanor.

### Självmord mot tunga fordon
En stor andel av de allra svåraste olyckorna utgörs av självmord mot tunga fordon, vilket ofta sker i samband med just dålig psykisk hälsa. Självmord genomförs dessutom ofta under drogpåverkan, med hög fart samt utan påtaget bilbälte.

## Övrigt
Tidigare hade den numera nedlagda Vägtrafikinspektionen tillsynsansvar för säkerhet inom vägtransportsystemet och Luftfartsstyrelsen tillsynsansvar för säkerhet inom den svenska civila luftfarten.
Efter en vägtrafikolycka med dödlig utgång utförs alltid en olycksutredning av Trafikverket. Olyckor med många döda eller på annat sätt särskilt anmärkningsvärda omständigheter kan även utredas av Statens haverikommission.